# Преображенська Софія Петрівна
Преображенська Софія Петрівна (27 (14 вересня) 1904, Петербург — 21 липня 1966, Ленінград) — оперна співачка, солістка Маріїнського театру, мецо-сопрано.

## Біографія
Народилася в музичній родині. Батько Петро Преображенський — священик, закінчив Петербурзьку консерваторію за класом композиції, грав на скрипці, віолончелі, роялі. Мати співала в хорі О. А. Архангельського. Брат батька був солістом Великого театру, виконував провідні тенорові партії. Сестра співачки — випускниця Консерваторії за класом фортепіано, була концертмейстером у Кіровському театрі. У 1923 році вступила до Ленінградської консерваторії (клас І. В. Єршова), після закінчення в 1928 році прийшла в Театр опери та балету ім. Кірова, де ще раніше, в кінці навчання в консерваторії, вже відбувся її дебют — в 1926 у (партія Любаші «Царська Наречена»). У Маріїнці пропрацювала до 1959 року. У 1949—1953 роках — професор Ленінградської консерваторії, де брала участь у виставах Оперної студії Ленінградської консерваторії.
Відома також як виконавиця російських народних пісень і романсів. Виконувала вокальний цикл «Пісні і танці смерті» Мусоргського. "Її голос — сильний, глибокий і трохи сумний — додає російським романсів неповторний шарм, а в театрі зі сцени звучить владно і драматично. Представниця ленінградської вокальної школи, ця співачка належить до тих артисткам, які вміють примусити слухача і плакати над гіркою долею покинутої дівчини, і сміятися над невмілим ворожінням, і мстити гордовитої суперниці. (…) Мелодекламації, що вимагає дуже чіткої дикції від співака, вдається не кожному вокалісту, а лише великим артистам. … Однією з її улюблених пісень була «Липа вікова». Цей кілька сумний, але глибокий образ підходить і до самої Софії Преображенській, бо її голос увійшов в історію російського співу на довгі століття ".(Автор Інна Астахова)
Похована в Санкт-Петербурзі, в Некрополі «літераторські мостки». Її надгробок виконала скульптор М. Т. Литовченко.

## Нагороди і звання
- Народна артистка СССР (1955)
- Сталінська премія (1946)
- Сталінська премія другого ступеня (1951)
- Нагороджена 2 орденами, а також медалями.